# اکاری، ریو گراند دو نورت
اکاری، ریو گراند دو نورت (به پرتغالی: Acari, Rio Grande do Norte) یک سکونتگاه مسکونی در برزیل است که در ریو گرانده شمالی واقع شده‌است.